# Domenico Svampa

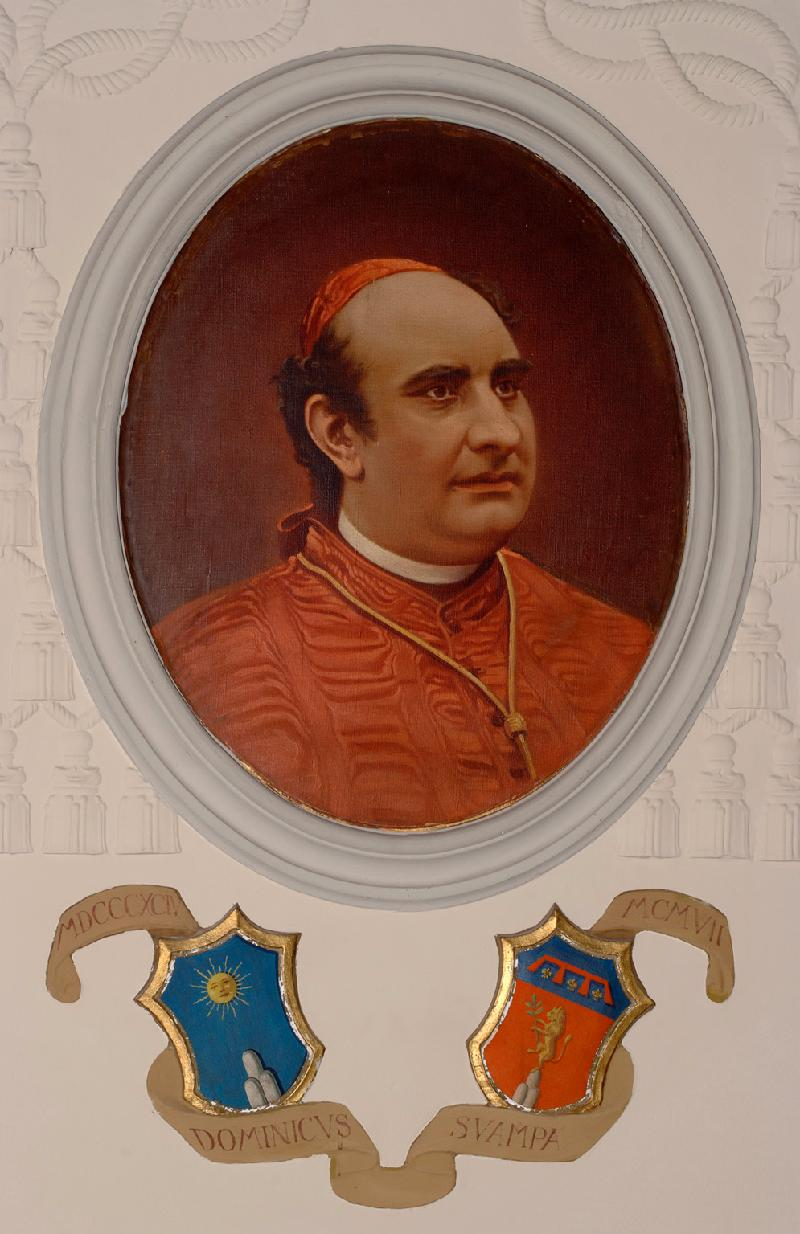
Domenico Kardinal Svampa

Wappen von Domenico Svampa

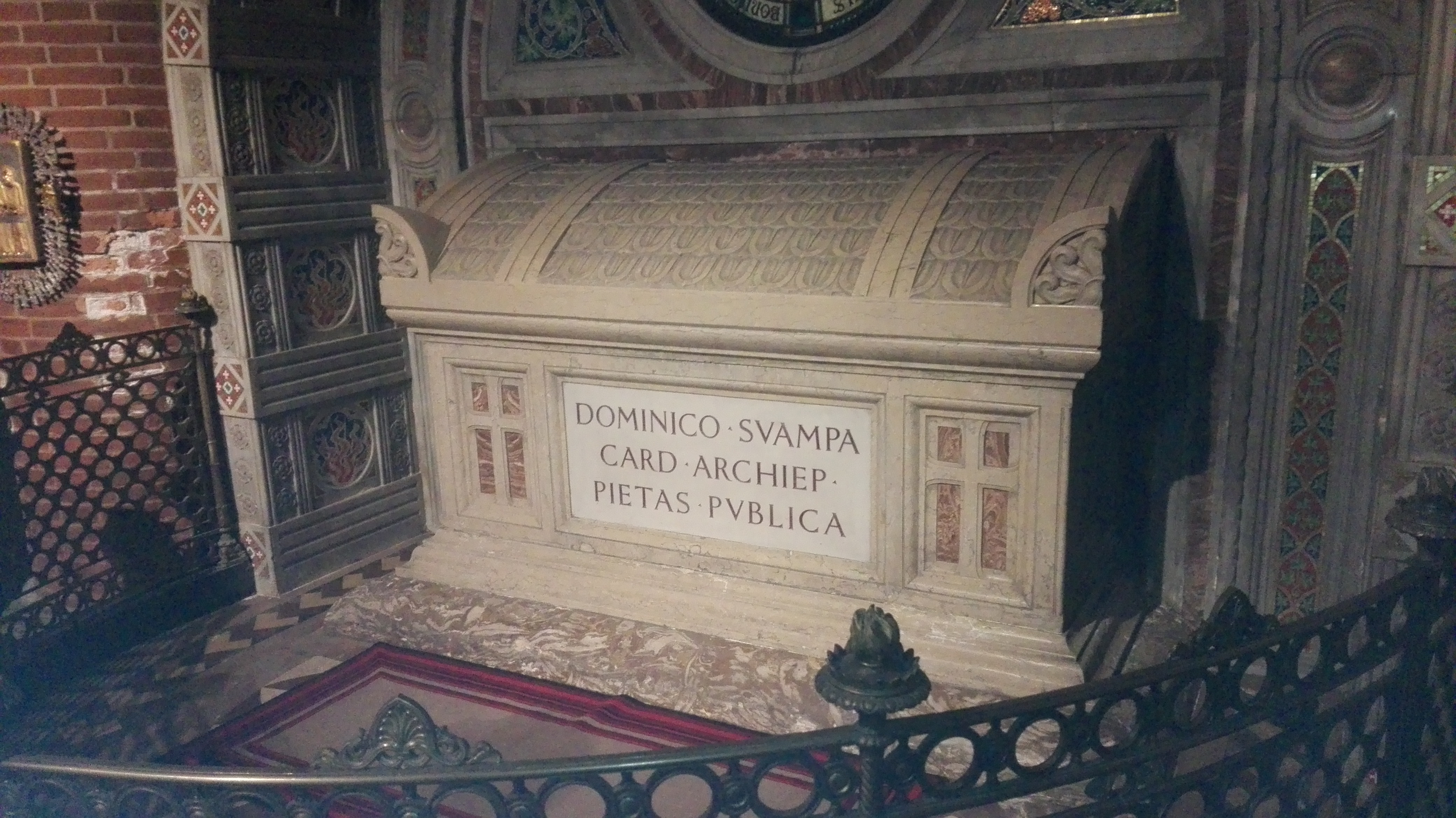
Grablege des Kardinals (Marmorsarkophag in der Kirche San Cuore, Bologna)

Domenico Kardinal Svampa (* 13. Juni 1851 in Montegranaro, Italien; † 10. August 1907 in Bologna) war Erzbischof von Bologna.

## Leben
Svampa studierte Theologie in Fermo und Rom und empfing am 4. April 1874 die Priesterweihe. Er war Socius der Akademie des Thomas von Aquin in Rom und ab 1879 Theologieprofessor im Erzbistum Fermo.
Papst Leo XIII. ernannte ihn am 23. Mai 1887 zum Bischof von Forlí. Die Bischofsweihe spendete ihm am 29. Juni desselben Jahres Kardinal Giovanni Simeoni; Mitkonsekratoren waren Domenico Maria Jacobini und Antonio Maria Grasselli. Svampa modernisierte unter anderem den Unterricht in Priesterseminaren und förderte gemeinnützige Initiativen. Liberalen Strömungen gegenüber war Svampa aufgeschlossen.
Im Konsistorium vom 18. Mai 1894 nahm Leo XIII. Svampa als Kardinalpriester von Sant’Onofrio ins Kardinalskollegium auf. Nur drei Tage später ernannte er ihn zum Erzbischof von Bologna. Nach dem Tod Leos XIII. nahm er am Konklave 1903 teil, das Pius X. wählte. Schon einige Jahre vor dem Tod des Papstes galt er als papabile.
Nachdem Kardinal Svampa 1901 einen Schlaganfall erlitt, verschlechterte sich sein Gesundheitszustand in den folgenden Jahren. Er starb 1907 im Alter von nur 56 Jahren.